# オセア・コリニサウ
オセア・コリニサウ（Osea Kolinisau、1985年11月17日 - ）は、フィジー・スバ出身のラグビー指導者。現在7人制フィジー代表のヘッドコーチを務める。リオオリンピックの7人制フィジー代表の主将を務め、フィジー史上初となるオリンピックでの金メダル獲得に貢献した。

## プロフィール
- 現役時代のポジションはウィング(WTB)、フルバック(FB)。
- 身長174cm、体重90kg。

## 略歴
2017年、ヒューストン・セイバーキャッツに加入。
オールドグローリーDCを経て、2021年、現役を引退して同年にはワールドラグビー殿堂選出された。
その後7人制フィジー代表のヘッドコーチに就任。2024年、2024パリ五輪の7人制フィジー代表のヘッドコーチとして銀メダル獲得に貢献。